# Eis-Hockey-Club Olten
L'EHC Olten è una squadra di hockey su ghiaccio con sede nella città svizzera di Olten, nel Canton Soletta. Fu fondata nel 1934. Milita nella Lega Nazionale B, seconda divisione del campionato svizzero. I colori sociali sono il verde ed il bianco. Le partite casalinghe vengono disputate presso l'Eisbahn Kleinholz, che può contenere 6.500 spettatori.
Nel corso della sua storia la squadra ha conquistato due titoli di Lega Nazionale B e ha vinto per una volta il titolo di Prima Lega nel girone Centro.

## Storia
L'EHC Olten fu fondato nel 1934, tuttavia il primo risultato significativo arrivò soltanto nel 1970, con il successo in Prima Lega. Nel corso degli anni 1970 e degli anni 1980 la squadra disputò diversi campionati in Lega Nazionale B, così fino al 1985, anno in cui dopo aver superato la fase dei playoff della LNB l'Olten fu promosso in Lega Nazionale A.
Dopo due stagioni in LNA la formazione fu retrocessa di nuovo in LNB, ma dopo una sola stagione nel 1988 l'EHC Olten vinse il campionato e tornò nella massima divisione nazionale. Nel 1990 la squadra arrivò al quinto posto finale, miglior piazzamento della storia del club in LNA. Dopo un'ulteriore retrocessione in LNB nel 1992 la squadra vinse il secondo titolo di Lega Nazionale B e ritornò per una sola stagione in Lega Nazionale A. Dal 1994 l'EHC Olten milita stabilmente in Lega Nazionale B, ed ha raggiunto per tre volte le semifinali dei playoff, mentre in stagione regolare per due volte è giunto secondo.

## Cronologia
- 1934-1937: ?

## Palmarès

### Competizioni nazionali
- Lega Nazionale B: 2

1987-1988, 1992-1993
- Prima Lega: 1

1960-1970